# Colaspidea grossa
Colaspidea grossa is een keversoort uit de familie bladkevers (Chrysomelidae). De wetenschappelijke naam van de soort werd in 1866 gepubliceerd door Léon Marc Herminie Fairmaire.